# 夏みかん (AV女優)
夏 みかん（なつ　みかん、1972年12月20日 - ）は、日本の元AV女優。東京都出身。

## 出演作品
- 女学生通信 2（1991年、宇宙企画）オムニバス作品
- ハイレグだらけの水泳大会（1991年、新東宝）
- 3年H組（1992年2月21日、アリーナ）
- 清水大敬の異常な愛情　夏みかん（1992年3月26日、アリーナ）
- 制服ボンテージ スクールメイツ編（1992年5月6日、大陸書房）
- ハイスクールマガジン 女子校時代（1992年5月29日、VIP）
- ザ・ベストオブ発射スペシャルVOL．11（1992年8月15日、アリーナ）総集編
- 義姉妹ハードレズ（1992年10月21日、現映社）
- 口内写性 10 夏みかん（アリーナ）
- 口内写性スペシャル　同窓会だよ全員集合（1～10）（2004年5月31日、アリーナ）総集編
- 口内写性 クロニクル2（2006年7月21日、アリーナ）総集編

成人映画
- 欲情電車 狙われたOL（1998年6月27日）